# NGC 862
NGC 862 (други обозначения – ESO 298 – 20, MCG -7-5-12, AM 0211 – 421, PGC 8487) е елиптична галактика (E) в съзвездието Феникс.
Обектът присъства в оригиналната редакция на „Нов общ каталог“.